# Teddy Richert
Teddy Richert (Avignone, 2 settembre 1974) è un ex calciatore francese, di ruolo portiere.

## Palmarès

### Club

#### Competizioni nazionali
- Coppa di Francia: 1

Sochaux: 2006-2007
- Coppa di Lega francese: 2

Bordeaux: 2001-2002
Sochaux: 2003-2004